# Sant Jaume de Montpalau
Sant Jaume de Montpalau és una església del poble de Montpalau, al municipi de Ribera d'Ondara (Segarra) inclosa a l'Inventari del Patrimoni Arquitectònic de Catalunya.

## Descripció
És un edifici situat al costat d'una plaça fora del clos primitiu del poble. L'església de planta rectangular amb coberta exterior a doble vessant, campanar d'estructura octogonal i capella bastida a la façana de migjorn, coberta a quatre vessants i ressaltant una llanterna rematada amb una cúpula. La porta d'accés s'obra al mur de migjorn que dona a la plaça del poble mitjançant un arc de mig punt adovellat amb presència de guardapols. A la façana de ponent de l'edifici hi ha una obertura d'un òcul descentrat i presenta un coronament resolt amb un perfil mixtilini resseguit amb un ràfec de teula plana. Situat a l'angle que forma la façana de ponent i la façana de migjorn se situa el campanar de l'edifici i presenta quatre ulls d'arc de mig punt.

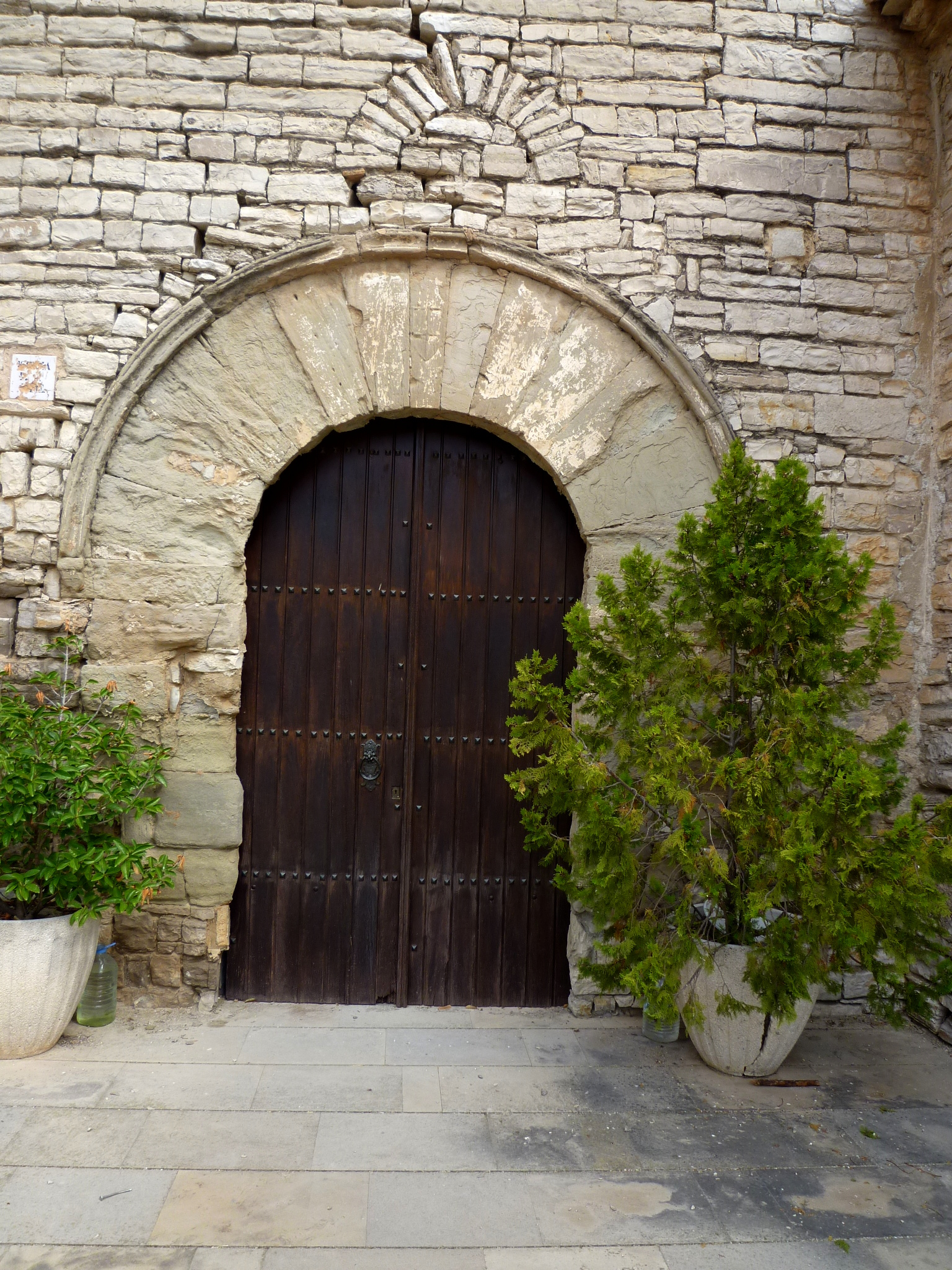
Portal

La pica baptismal és de pedra i té grans proporcions. Consta d'un peu i d'una copa decorada amb lòbuls esculpits, una motllura llisa que sobresurt i una sanefa d'arquets. El seu interior és llis.

## Història
L'església parroquial de Sant Jaume de Montpalau va aparèixer per primera vegada anomenada dins de les primitives llistes de parròquies dins del bisbat de Vic dels segles xi i xii. A partir de l'any 1957 va passar al bisbat de Solsona. L'edifici es va reconstruir sobre la base del primitiu a partir del segle xvii o més tard. Amb tot, encara conserva traces de l'edifici primitiu al seu interior, com per exemple un sarcòfag que presenta un treball escultòric amb una figura jacent, que és una peça de transició cap al gòtic.